# Bustamiet

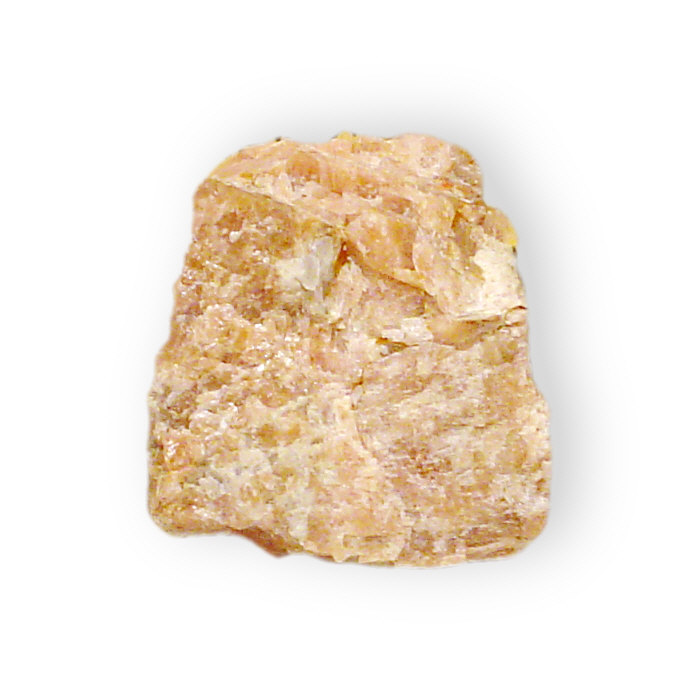
Bustamiet

Het mineraal bustamiet is een mangaan-calcium-silicaat met de chemische formule (Mn2+,Ca)3Si3O9. Het behoort tot de inosilicaten.

## Eigenschappen
Het doorschijnende tot doorzichtige (licht)roze tot bruinrode bustamiet heeft een glasglans, een witte streepkleur en de splijting is perfect volgens kristalvlak [100] en goed volgens [110]. De gemiddelde dichtheid is 3,37 en de hardheid is 5,5 tot 6,5. Het kristalstelsel is triklien en het mineraal is niet radioactief.

## Naamgeving
Het mineraal bustamiet is genoemd naar de Mexicaanse botanicus & mineraloog Miguel Bustamante y Septiem (1790–1844).

## Voorkomen
Bustamiet is een mineraal dat voornamelijk voorkomt in mangaan-ertsen die gevormd zijn onder invloed van metamorfe processen die mangaanhoudende sedimenten hebben omgezet. De typelocatie is in Tetela de Ocampo, Hidalgo, Mexico.